# بيت ويلسون (لاعب كرة قاعدة)
بيت ويلسون (بالإنجليزية: Pete Wilson)‏ هو لاعب كرة قاعدة أمريكي، ولد في 9 أكتوبر 1885 في سبرينغفيلد في الولايات المتحدة، وتوفي في 5 يونيو 1957 في سانت بيترسبرغ في الولايات المتحدة.

## وصلات خارجية
- بيت ويلسون على موقعبيزبول رفرنس.كوم (الدوري الرئيسي) (الإنجليزية)
- بيت ويلسون على موقعبيزبول رفرنس.كوم (الدوري الثانوي) (الإنجليزية)